# Kannur
Kannur (Malayalam: കണ്ണൂർ Kaṇṇūr [ˈkaɳːuːɾ]), früher Cannanore, ist eine Stadt (Municipal Corporation) im südindischen Bundesstaat Kerala.
Kannur liegt an der Malabarküste im Norden Keralas und hatte zur Volkszählung 2001 63.797 Einwohner. Die Stadt ist Verwaltungssitz des Distrikts Kannur.

## Geschichte

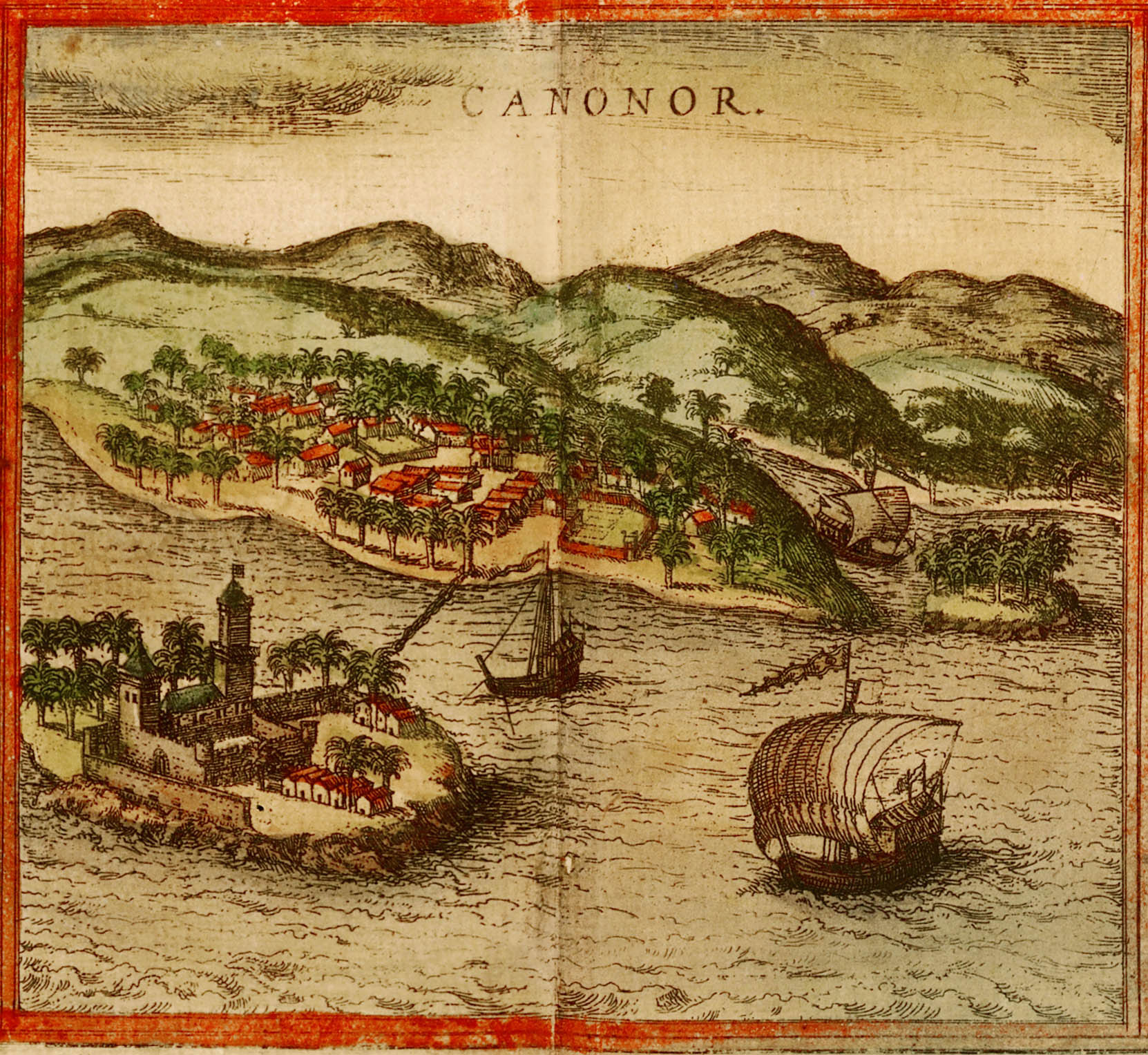
Darstellung Kannurs aus dem 16. Jahrhundert

Kannur war früh ein wichtiger Hafen und wurde im 12. und 13. Jahrhundert zu einem Zentrum des Überseehandels mit Arabien und Persien. Nachdem Vasco da Gama bereits 1498 während seiner ersten Indienreise Kannur besuchte, wurde der Ort zu einem der ersten portugiesischen Stützpunkte in Indien. 1501 gründete Pedro Álvares Cabral eine Faktorei in Kannur, vier Jahre später folgte unter Francisco de Almeida der Bau des Fort St. Angelo. Im März 1506 besiegten die Portugiesen in einer Seeschlacht vor Kannur den Zamorin von Calicut (Kozhikode) und festigten damit ihre Macht an der Malabarküste. Kannur blieb in portugiesischer Hand, ehe es Mitte des 17. Jahrhunderts Niederländer eroberten. Diese verkauften die Stadt 1771 an die lokale Herrscherfamilie der Ali Rajas, die einzige muslimische Herrscherdynastie Keralas. In den Mysore-Kriegen schlug sich Kannur auf die Seiten Tipu Sultans, was zur Folge hatte, dass die Briten die Stadt erstmals 1783 und endgültig 1790 eroberten. Kannur wurde als Teil des Distrikts Malabar in die Präsidentschaft Madras eingegliedert. Nach der indischen Unabhängigkeit kam die Stadt 1956 zum neugegründeten Bundesstaat Kerala und wurde Verwaltungssitz des Distrikts Kannur.